# John Michael Schmitz
John Michael Schmitz Jr. (Flossmoor, 19 marzo 1999) è un giocatore di football americano statunitense che milita nel ruolo di centro per i New York Giants della National Football League (NFL).

## Carriera professionistica

### New York Giants
Al college Schmitz giocò a football a Minnesota, venendo premiato come All-American. Fu scelto nel corso del secondo giro (57º assoluto) del Draft NFL 2023 dai New York Giants. Debuttò come professionista partendo come titolare nella gara del primo turno contro i Dallas Cowboys. La sua prima stagione si chiuse con 13 presenze, tutte come titolare.